# Rosenbergia megalocephala
Rosenbergia megalocephala es una especie de escarabajo longicornio del género Rosenbergia, tribu Batocerini, subfamilia Lamiinae. Fue descrita científicamente por Van de Poll en 1886.

## Descripción
Mide 37-70 milímetros de longitud.

## Distribución
Se distribuye por Australia.